# Mirzamys norahae
Mirzamys norahae és una espècie de mamífer rosegador de la família dels múrids. És endèmic de Papua Nova Guinea. Es diferencia de M. louiseae pel seu pelatge marró vermellós, la cua proporcionalment més curta i les potes posteriors més llargues. És aproximadament igual de gros que M. louiseae, amb una llargada mitjana d'uns 220 mm. El seu nom específic, norahae, li fou assignat en honor de la zoòloga australiana Norah K. Cooper.